# 斯特凡松島
73°30′N 105°30′W / 73.500°N 105.500°W

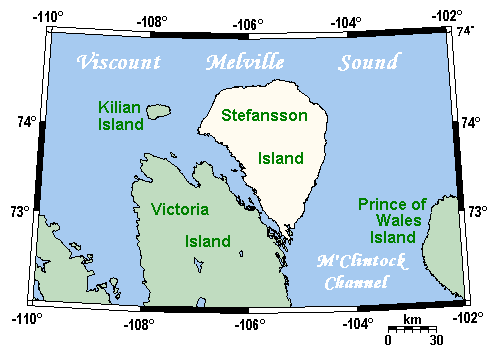

斯特凡松島是加拿大的島嶼，位於梅爾維爾子爵海峽，屬於北極群島的一部分，由基蒂克美奧特地區負責管轄，面積4,463平方公里，最高點海拔高度267米，島上無人居住。